# Far Cry 5
『Far Cry 5』（ファー クライ 5）は、Ubisoft MontrealとUbisoft Torontoが開発し、Ubisoftより発売された、ファークライシリーズの7作目となるPlayStation 4、Xbox One、Windows用アクションアドベンチャー・ファーストパーソン・シューティングゲーム。日本では2018年3月29日に発売された。
また、Amazonプライムでは短編動画『Far Cry 5: Inside Eden’s Gate』が配信された。
ファークライシリーズ恒例のシーズンパスは今作も用意されており、宇宙を舞台とした「ロスト・オン・マーズ」とベトナム戦争を描いた「アワーズ・オブ・ダークネス」、そしてゾンビ物の「デッドリビング・ゾンビ」がそれである。
また、2019年2月15日に本作の17年後を舞台とした続編『Far Cry New Dawn』が発売された。

## 開発
本作はアメリカ合衆国モンタナ州の架空の地域ホープカウンティを舞台としており、実在する国を舞台としたのはシリーズ史上初めてのことである。なお、リリース前には西部劇が舞台になっていると噂されたこともある。
本作のプロデューサーであるダリル・ロング（Darryl Long）は、モンタナ州に住む人々の素朴さに惹かれて本作の舞台に設定したと4Gamer.netとのインタビューの中で述べており、シリーズ過去作との共通点について「過去作の舞台に比べれば文明化されているとはいえ、『政府に頼ることなく、自分の問題は自分で解決する』というフロンティア精神は、過去作の舞台と共通する」と述べている。
ホープカウンティの住民がカルト教団に町を乗っ取られても逃げようとしない理由について、ロングは「ホープカウンティの人々は伝統を重んじる性格であり、大切な先祖や子孫・家や財産を置いて逃げることができない」としており、それに付け加えて「教団が住民の意識に上ることなくひそかに準備した結果、計画が実行された段階でコミュニティが破壊されたため、住民に逃げる暇が与えられなかった」と述べている。
本作のボスキャラクターであるジョセフ・シードを過去作のボスキャラクターとは少し違ったキャラクター像に設定した理由について、ロングは「双方は自らが正しいと思って行動しているため、ゲームをプレイするうちに、プレイヤーが本当にどちらが正しいのかわからなくなるのを狙った」と述べている。

## システム
マップ
今作では、マップ画面は最初は全体が暗くなっており、見にくい状態になっている。前作まであった電波塔やベルタワーの要素は廃止されており、マップは主人公が訪れた場所のみが明るくなり、周囲の要素が見えるようになる。また、今作ではミニマップも廃止されており、画面上部に方角や目的地までの距離が表示される。
カルト基地
マップの各所の街や施設が、エデンズ・ゲートに占拠されカルトの基地と化している。カルト基地には、エデンズ・ゲートの武装兵が駐留している。基地にいる敵を全滅させるとその基地を制圧したことになり、ファストトラベルの拠点として利用できるようになる。基地の敵を全滅させる方法はプレイヤーの自由で、遠くから狙撃したり、基地に飛び込んで強力な重火器を乱射することもできる。ただし、基地には警報機が設置されており、プレイヤーが敵に見つかると警報機で増援を呼ばれるため、戦いは不利になる。
万能双眼鏡
双眼鏡で遠くの様子をズームして観察できる。この時、視界にいる敵や動物にマークをつけることができ、マークがついた敵や動物は、建物の影など本来はプレイヤーから見えない位置にいたとしても居場所が見えるようになる。
野生動物
今作でも多くの野生動物が登場する。今作ではエルクやトナカイ、グリズリーといった北米の動物たちが多く登場する。前作まで同様、動物たちはAIによって動いており、非常にリアルな自然が表現されている。肉食動物はプレイヤーを見つけると襲い掛かってくる。
「シカ・アルファ」「クズリ・アルファ」など、名前に「アルファ」が付く体色が異なる希少動物が生息している。
動物を狩るとその皮を入手できるが、本作では動物の皮はクラフト用ではなく、換金用になっている。
釣り
本作で新たに登場した要素で、川や湖などの水辺で釣り竿で魚を釣ることができる。釣り竿やルアーはカスタマイズが可能。釣った魚は動物の皮と同様、換金用になる。
PERK
本作で新たに登場した要素で、主人公の能力や武器の強化を行える。チャレンジを達成した時に入手できるPERKポイントを使って、PERKを取得する。PERKは全て常時発動型なので、プレイヤーが意識して操作する必要はない。
パートナー
本作で新たに登場した要素で、最大2名のパートナーと共に行動・共闘ができる。解放したカルト基地で味方兵士を雇用すると、共に行動できるようになる。
クエストをクリアすることで仲間にできる「ガンフォーハイヤー」（動物は「ファングフォーハイヤー」）と呼ばれるキャラクター達は、各々が独自のスキルを持っており強力な助っ人になる。
パートナーが攻撃を受けると倒れて行動不能状態になることがあるが、その場合は近づいてインタラクトすることで蘇生できる。

## 舞台
本作の舞台となるのは、アメリカのモンタナ州にある「ホープカウンティ（Hope County）」と呼ばれる架空の郡。四方を山に囲われた過疎地域であり、西部・東部・北部の三地域に肥沃な大地や山林が広がる。閑静な田舎であったが、エデンズ・ゲートの支配により混沌としている。教団によって土地の大半が奪われており、地元ラジオ局や郡保安官事務所も買収されているほか、郡の外へ通じる道路は全て封鎖されているため孤立無援の状態となっている。作中のセリフから、同州の実在の都市ミズーラの南西に車で数時間の場所に位置していることが判るが、実際のミズーラは南西をアイダホ州境に近接しているため、正確な位置は不明。
ホランドバレー（Holland Valley）
- 支配者 - ジョン・シード
- レジスタンス - フォールズエンド住民の民兵組織（リーダー：メアリー・メイ・フェアグレイブ）

郡の西部に位置する地区。大部分が農場や耕作地であり、見渡しの良い平野が広がっている。郡の中では特に教団による略奪と拉致が顕著な地域であるが、レジスタンスは組織化されていないため、他の地域よりも抵抗力が弱い。中心部に郡最大の市街地「フォールズエンド」がある。北西部の山腹にはジョンの標語である「YES」の文字の巨大な看板が立っている。
ヘンベインリバー（Henbane River）
- 支配者 - フェイス・シード
- レジスタンス - クーガーズ（リーダー：ヴァージル・ミンクラー）

郡の東部に位置する地区。ヘンベイン川が地区内を入り組んで流れていることからその名を冠している。各地で「祝福」の花が自生ないし栽培されており、カルトによって薬物に精製されている。さらに、カルトによってヘンベイン川流域全体が「祝福」によって汚染されており、家庭の飲用水にまで混入している。そのため、川に入るだけで酩酊状態となる。「ヘンベイン（henbane）」とは幻覚作用と毒性を持つ実在の薬用植物「ヒヨス」を意味する。刑務所を拠点に活動する「クーガーズ」が、カルトに対してレジスタンス活動を行っている。中央部のエンジェルズピークと呼ばれる山の頂上には巨大なジョセフの像が建っている。
ホワイトテイルマウンテン（Whitetail Mountain）
- 支配者 - ジェイコブ・シード
- レジスタンス - ホワイトテイル自警団（リーダー：イーライ・パーマー）

郡の北部に位置する地区。その大部分がホワイトテイル国立公園で住民は少数であり、深く生い茂った森林や険しい山岳地帯が広がる。サバイバルに特化したカルトや薬物で洗脳した神狼が多数潜んでいる。「ホワイトテイル自警団」が結成されているため、レジスタンスの抵抗力は三地域中で最も強い。
ダッチの島
ホープカウンティの中心に位置する小島。プロローグで主人公がカルトに追われたあと、ダッチによってこの島のバンカーに匿われる。ダッチはこのバンカーから、無線で主人公に指示を出してくる。
ジョセフの島
ダッチの島の北部に位置する島。エデンズ・ゲートの本拠地であり、教祖ジョセフ・シードのいる教会がある。プロローグで主人公ら保安官がジョセフ逮捕のため訪れる場所であり、3人の使者を打倒後にジョセフとの最後の戦いのために訪れる場所。

## 登場人物

### 保安官
主人公
ホープカウンティに派遣された新人保安官。普段は『ルーキー』『保安官』と呼ばれている。カルト教団の司祭ジョセフ・シードを逮捕すべく、ホワイトホース保安官らとホープカウンティを訪れるが教団の抵抗に遭い、乗っていたヘリが墜落し以後追われる身となる。ダッチを始めとするレジスタンスの助力により、教団との戦いに身を投じていく。本作ではキャラクタークリエイトで容姿（性別を含め）を設定できる。性別によって各人物のセリフが変わることがある。しかしながら、過去作のようなセリフらしいセリフはなく、出自などは一切明かされていない。
アール・ホワイトホース
日本語版声優：西村健志
ホープ郡の壮年の保安官。55歳。カウボーイハットにサングラスが特徴的。ホープカウンティの事情に通じており、ストーリー序盤のジョセフ逮捕時にはカルトの恐ろしさを知っていたからか、必要以上に信者を刺激しないことをバークや主人公に厳命していた。ヘリの墜落後、長らく行方不明となっていたが、ヘンベインリバーのホープカウンティ刑務所でレジスタンス「クーガーズ」を率いて活動していた。フェイスに捕まり、バークと同様に祝福漬けにされて半ば洗脳状態となり首吊り自殺する直前まで行くが、主人公の活躍により監禁場所から逃げ出し助かる。
キャメロン・バーク
日本語版声優：こねり翔
ホープカウンティへ派遣された連邦保安官。42歳。ジョセフ逮捕の命を受けてホープカウンティに下り立つも、あまりにも慎重に行動するアールに苛立ち、ジョセフに逮捕状を突き付けて無理矢理連行する。ヘリの墜落後に主人公とともに郡外への脱出と救助要請を画策するが、逃避行の最中に車が川に転落し、教団へ連れ去られたことで一時行方不明となる。
その後、フェイスによって祝福の虜となってしまい、恍惚としながら幻覚の世界を彷徨う。主人公らの手により確保されて更生へ向けたリハビリを開始するが、なおも洗脳は解けておらず、フェイスの命に従ってその場にいたヴァージルを射殺し、刑務所の侵入防止ゲートを開放した直後に自殺した。
ジョーイ・ハドソン
日本語版声優：岡田恵
ホープカウンティの女性保安官。28歳。序盤においてジョセフ逮捕作戦に同行するも、ヘリの墜落時に教団に連行されてしまう。ホランドバレーのジョンのバンカーにて拷問を受けていたが、主人公の手により解放される。
ステイシー・プラット
日本語版声優：橋本雅史
ホワイトホースの部下にあたる保安官。26歳。ジョセフ逮捕の失敗後、ジェイコブによって連行されて彼の付き人として使役されていた。主人公がジェイコブに拘束された際に綿密に計画を練って脱出の手引きをするが、脱出前に見つかってしまい主人公だけを逃がした。その後主人公により解放される。
ナンシー
通信士でオープニングにて声のみ登場。強気な言動の人物だがすでにカルト教団に洗脳されており、ヘリ墜落後保安官一行が行方不明になっていることを外部にもれないように隠蔽している。

### スペシャリスト
それぞれのクエストをクリアするとガンフォーハイヤー（ファングフォーハイヤー）として同行させることができる人物（動物）たち。最初から固有のスキルを持つ。
ブーマー
主人公に協力する老犬。元警察犬で郡のドッグコンテストでの優勝経験があるなど優秀な犬。ホランドバレーの農家で飼われていたが、教団によって飼い主を殺された。信頼できるものに対しては忠実に接する。敵地における索敵を得意とする。
ニック・ライ
日本語版声優：浜田賢二
ホランドバレーで「ライ＆サンズ航空」を営むパイロット。29歳。空軍一家に生まれ、自身も従軍していたが妻の妊娠とともに除隊。農薬散布で生計を立てていたところ、教団による買収の魔の手が近づき、主人公に協力することにした。
攻撃は自前のフロート水上機「カルミナ」による機銃掃射と爆弾投下。
シーズンパスコンテンツ「ロスト・オン・マーズ」では火星に降り立つ。
グレース・アームストロング
日本語版声優：岸本百恵
ホランドバレーにある射撃場の女性インストラクター。35歳。イラク戦争でのアフガニスタン駐留経験や、オリンピックでのメダル受賞歴を持つ。当初教団の活動には無関心だったが、家族が経営する射撃場が占拠された際に警察に対応を拒否されたことからレジスタンス側についた。主人公をスナイパーライフルによる狙撃でサポートする。真面目で真摯な性格で、仲間たちの下ネタをたしなめたり、不器用なジェスを心配する一面を見せる。
チーズバーガー
主人公に協力するグリズリー。幼い頃、グリルストリークでごみを漁っていたところをウェイドという男性に拾われ、チーズバーガーが好物だったことからその名前が付けられた。
大きくなったころ、ウェイドは教団がチーズバーガーを実験目的でとらえようとしていることに気づき、野山に放した。その後、ウェイドから依頼を受けた主人公に保護される。なお糖尿病のため現在はチーズバーガーを食べてはいけない模様。
ハーク・ドラブマン・ジュニア
日本語版声優：坂口候一
ルークアイランドをはじめとするシリーズの舞台となった地域を旅してきた男。今作では46歳。モンキーキングなる幸運の神を崇拝するなど、奇怪な言動と独特な世界観を持つ。酒や女目当てに一度エデンズゲートに自主的に加わろうとしたが、教団のルールが厳格であったために止めた。本作ではロケットランチャーに、サブマシンガンを装備。重火力で主人公をサポートする。
ジェス・ブラック
日本語版声優：合田絵利
バロン製材所を拠点とする女性ハンターで、ダッチの姪。27歳。失業中の両親に失望し、世界の終末に備えた生活をする祖母のもとに身を寄せていたが、祖母の死に伴い両親の下へ戻った。複合弓のテクニックも祖母から教わっており、コンパウンドボウによるステルスキルを得意とする。ジェイコブの配下により両親が惨殺され、復讐を遂げるため主人公に協力を求める。気だるげで、不器用な人柄だが、動物や真摯に接するグレースとは比較的親しげ。
ピーチズ
ヘンベインリバーの剥製職人に飼われていたメスのクーガー。昼寝とおやつが好きで邪魔するものには容赦しない。おやつなどを与えていれば普段はおとなしくレジスタンスメンバーからはおとなしいクーガーとして見られている。主人公に対しては友好的でよく甘える。目がオッドアイ。
シャルルマーニュ・"シャーキー"・ヴィクトル・ボーショー4世
日本語版声優：広田みのる
ハークの従弟。37歳。火が大好きで、保護観察官からは連続放火魔とみなされている。教団から勧誘を受けるも、教団の実情を知ってそれをはねのけ、主人公に協力する。焼夷弾を装填したショットガンなど放火効果がある武器で主人公をサポートする。アデレードと並んで下ネタな会話が多い人物。同行中女性らを口説くこともあるが、大抵いい返事はもらえていない。
アデレード・ドラブマン
日本語版声優：雨谷和砂
ハークの母で、ドラブマン・マリーナのオーナー。66歳。不動産業を営んでいたが、エデンズ・ゲートに自身の資産を奪われたことを恨んでおり、戦闘仕様に改造した軽ヘリコプター「チューリップ」で主人公に協力する。離婚したシニアとの仲はすこぶる悪く、口を一切聞かない。普段は息子を頭空っぽなどと罵倒しているが、心の中では愛している模様。現在はザンダーという若い男と付き合っている。発言の多くが下ネタであり、しばしば息子や周辺の人物からその発言を諌められている。

### ホランドバレー地区
メアリー・メイ・フェアグレイブ
日本語版声優：品田美穂
フォールズエンドで市民から成るレジスタンスを率いているバーテンダー。25歳。家族で経営していたバー「スプレッドイーグル」を教団の手から取り戻そうとしている。オープニングのムービーや公式のアートワーク、発売前のトレーラーでは髪型が違っている。
ジェローム・ジェフリーズ
日本語版声優：辻井健吾
フォールズエンドにある教会のプロテスタント教会牧師。45歳。ベトナム戦争からの帰還兵でもある。教団の襲撃を受けて教会を失う。ジョセフとは旧知の仲であったが、彼がカルト教団を立ち上げて人々を弾圧して以来、反目する。不測の事態に備えて聖書をくり抜いて拳銃を隠すなど牧師でありながら武闘派の一面もある。「ジェローム牧師」の愛称で親しまれている。
キミコ・ライ
日本語版声優：青木瑠璃子
ニックの妻。愛称は「キム」。主人公とであった時点では妊娠後期であり、ホランドバレーの解放後に娘を出産する。
レイレイ
ホランドバレーでカボチャ畑を営む女性で、スペシャリストの犬「ブーマー」の飼い主。カボチャ畑をカルトに占領され、主人公が来た時点で彼女は殺されていた。

### ヘンベインリバー地区
ヴァージル・ミンクラー
日本語版声優：杉崎亮
刑務所を拠点に活動するレジスタンス組織「クーガーズ」のリーダーであり市長。禿げ頭の中年男性。息子がおり組織名の元ネタでもある「ホープカウンティクーガーズ」という野球チームで活躍していたが、祝福の影響で失っている。バークとポーカーをしている最中に彼によって撃ち殺される。
トレイシー・レイダー
「クーガーズ」のメンバー。主人公にファーザーの像の破壊を依頼する。口が悪く、その点を仲間から窘められることも。フェイスの元親友。相談を受ける間柄だったが、フェイスがカルト教団に入信してから決別した。
チャールズ・リンジー
「クーガーズ」に所属する医師。祝福に侵された「天使」に対抗する薬品の研究をしている。本当は獣医なのだが、他に医者がいないので代わりをやっている。主人公に試作のおびき寄せ用餌の実験を頼むも、必要な材料を入れ忘れて渡していたりとどこか抜けているところがある。
ウィルヘルミーナ・メイブル
ピーチズ剥製所にいる中年女性。スペシャリストのクーガー「ピーチズ」の飼い主。主人公に、ピーチズをおやつで誘導し、剥製所に連れ帰るよう依頼してくる。近所に住むアデレードのことを嫌っており、彼氏であるザンダーの事を実の息子だと思っている。

### ホワイトテイルマウンテン地区
イーライ・パーマー
日本語版声優：江藤博樹
ウルフズ・デンを拠点に活動するレジスタンス組織「ホワイトテイル自警団」のリーダー。31歳。蓬髪に長い髭が特徴的な人物。ダッチとは旧知の仲。ダッチからの依頼でジェイコブに拉致され行方不明となった主人公を捜索していた。主人公と協力し抵抗活動を行うが、ジェイコブの洗脳を受けた主人公に殺害されてしまう。ジェイコブのバンカーの壊滅後に仲間たちによって火葬された。
タミー・バーンズ
「ホワイトテイル自警団」の副官で、小太りの女性。最初は主人公をなかなか信用しないが、ミッションをクリアしていくうちに少しずつ信用してくれるようになる。夫がいたが、先にカルト教団の洗脳にはまって彼女を攻撃するようになってしまったため袂を分かつ。
ウィーティ
「ホワイトテイル自警団」のメンバー。カルト教団に対抗するため、海賊放送を企画。電波塔の奪取や、海賊放送で使うレコードの捜索を主人公に依頼する。
ハーク・ドラブマン・シニア
ジュニアの父で、アデレードの元夫。66歳。尊大な態度の人物。ホワイトテイルマウンテンにドラブマン砦を構え、カルト教団に抵抗している。選挙に出馬するため活動しているが、自身と対立する勢力であるカルト教団のことはよく思っていない。ジュニアを疎ましく思っているのか、彼に関連するミッションを終えると押し付ける形で主人公に同行させる。
ウェイド・ファウラー
ファング・センターのオーナーで、スペシャリストのグリズリー「チーズバーガー」の飼い主。チーズバーガーがカルトから狙われていると気づき、野山に放した。ファング・センターもカルトの手に落ちるが、主人公の手で解放された後、チーズバーガーの捜索を依頼してくる。

### その他の地区
リチャード・ダッチ・ルーズベルト
日本語版声優：中博史
レジスタンスの老人。65歳。郡の中央に位置する島の地下壕に居を構えており、エデンズ・ゲートに関する情報収集を行っている。教団とは敵対しているが、彼もまた終末思想を持っており、核シェルターに籠って物資を集積するなど彼なりの備えを行っている。序盤での主人公の逃避行を助け、教団の追手から匿った。以後、ホープカウンティの解放に向けて主人公に無線で助言をする。
コヨーテ・ネルソン
日本語版声優：黒田崇矢
ホープカウンティの各釣りスポットで釣りをしている人物。自身は武器を所持していないが、彼に話しかけるとショップを利用することができる。レジスタンスとカルト教団の争いとは距離を取り、主人公とは武器弾薬を含めた取引はするが、釣りに集中するため争いに加わることはない。襲われると上述の通り武器を持っていないため簡単に死んでしまうが、その場から少し離れて戻ってくると復活している。

### エデンズ・ゲート
ジョセフ・シード/ファーザー
日本語版声優：てらそままさき
シード家次男で、カルト教団「エデンズ・ゲート」の教祖。44歳。教団を設立し、「ファーザー」として君臨して信者たちと疑似的な家族関係を結んでいる。
幼少時に家庭崩壊を経験し、兄弟とは別の養父母に引き取られた過去を持つ。養父母とのトラブルを繰り返し、職を転々とする生活をする中で神からの啓示を受け、ジョージア州ロームにて自分と同じような境遇の人々を集めて教団を設立する。その後、神からさらなる啓示を受け、彼が救わなければならないと判断した人々をさらい、地下壕に集めた。こうした活動が次第に失踪事件へと発展し、警察が介入し始めたことを機に人目のない過疎地域であるホープカウンティに本拠地を置いて教団を巨大化させていった。FBIを始めとする政府機関の監視下にあり、ストーリー開始時点ではその危険な活動から逮捕状が請求されていた。
この世の終末「崩壊」を予見しており、その備えをするためにあらゆる物資や人員を信者たちに調達させている。神によって選ばれた救済者を自称しており、崩壊後に人類が生き残る方法は聖書に描かれるエデンの園の時代へと戻ることのみであると提唱し、自身と教団の行動理念としている。本作におけるラストボスに当たるが、牧師らしく説教者のような理知的で説得力のある口調で語りかけ、配下の使者や信者が倒されても憤りはするものの主人公に対して慈悲を見せるなど、過去作のラストボスには類を見ない人物である。
彼との最後の戦いにおける選択肢によってエンディングが変化するほか、オープニングで一定の行動をとると特殊なエンディングに分岐する。
ジェイコブ・シード
日本語版声優：三宅健太
シード家長男で、教団の「兵士」。47歳。ホワイトテイルマウンテン地区の支配者。
元陸軍大尉であり、ホワイトテイルマウンテン地区で教団の軍備を担当している。その一環として、野生の狼を訓練して「神狼」に仕立て上げた。湾岸戦争にて従軍しており、中東での作戦中に親友ミラーとともに部隊からはぐれ、少ない食料でのサバイバルを強いられた際に負傷していたミラーを殺害して生還した過去を持つ。これにより軍を除隊され、行くあてもなくホームレスとなった矢先にジョセフと再会して教団へと加わる。戦争中の経験から弱肉強食を強く意識するようになり、「人間は文明によって本来の強さを失った」「弱者には強者に食われるという使命がある」といった思想を持ち、捕らえたホワイトテイル自警団を洗脳し、互いに戦わせて最強の戦士を作り出そうとしている。
ジョン・シード
日本語版声優：杉田智和
シード家三男で、教団の「審問者」。32歳。「西の洗礼者」の異名を持つ。ホランドバレー地区の支配者。
元は優秀な弁護士であったが、子供時代に受けた虐待により精神を病んでいた。ジョセフと再会してエデンズ・ゲートに参加してからは、その法知識を利用してホープカウンティの土地や農場を次々と取得し、資金や物資の搾取を行った。
「YES」の力を信奉しており、人々の身体に罪名を彫りこみ、罪の告白とともに「YES」と言わせてから、文字を彫りこんだ部分の皮膚を削ぎ取ることで罪が洗い流されるという猟奇的な救済を行う。
ジョセフからは、猟奇的な一面を案じられていた。
フェイス・シード (レイチェル・ジェソップ)
日本語版声優：小清水亜美
シード家長女で、教団の「セイレーン」。24歳。「東の魔女」の異名を持つ。ヘンベインリバー地区の支配者。
本名は「レイチェル・ジェソップ」。幼少期に両親から育児放棄されており、孤独な境遇から酒やコカインに手を出す悲惨な生活を送っていたが、ホープカウンティでジョセフと出会いシード家の一員となる。そのため、シード家で唯一、血縁関係がない。彼女の名の「フェイス」とは「信仰（faith）」の意。「フェイス」は特定の人物を指す名ではなく、薬物中毒などにより死亡するたびに「フェイス」となる女性は入れ替わっている。レイチェルは4人目の「フェイス」。
信者たちをまとめあげるほどの力を持つが、一部の信者からは幻影とみなされている。特殊な花から生成される「祝福」という薬物で人々を洗脳しており、ヘンベインリバー地区の河川や浄水場に薬物を流入させて、地域全体を汚染している。また、「祝福」漬けにすることで自我や知能を失わせ、並の人間であれば致死量の銃撃を浴びても倒れない強靭な戦闘員「天使」も生み出している。幾度となく主人公に「祝福」で幻覚を見せ、ジョセフに帰順するように促す。

### シーズンパスコンテンツの登場人物
ウェンデル・レドラー
ホープカウンティの住人。ベトナム戦争に従事していた過去があり、シーズンパスコンテンツ「アワーズ・オブ・ダークネス」はレドラーの昔話という体裁をとっている。
ガイ・マーベル
ホープカウンティに撮影に訪れているB級映画監督。シーズンパスコンテンツ「デッドリビング・ゾンビ」にも登場する。

## 用語
エデンズ・ゲート（Project at Eden's Gate）
ホープカウンティを支配するジョセフ・シードことファーザー率いる巨大カルト教団。「Projectat Eden's Gate(P.E.G.)」を自称し、レジスタンスには「ペギー（Peggies）」と呼ばれている。キリスト教によく似た、終末思想を主とした教えであり、教祖ジョセフを頂点にシード家の兄弟たちジョン、ジェイコブ、フェイスの3人を使者として、多数の信者と車両や航空機、重火器さらには核シェルターや研究施設など強大な武力と設備を保有している。信者らはジョセフ及びシード家に心酔しており、間もなく世界に訪れるとされる「崩壊」に備えてホープカウンティ各地で略奪を行っている。教えこそが何よりも優先されると狂信しているため、帰依しない者を徹底的に弾圧している。郡内では信者が路上で住民を虐殺したり、建物へ放火したりという光景が多く見受けられる。自爆攻撃をも厭わない熱狂者や重度の洗脳によって廃人となった元住民、薬物でコントロールした動物兵器なども存在し、主人公やレジスタンスを阻む。
レジスタンス
エデンズ・ゲートの支配に抵抗すべくホープカウンティの住民で結成された自警団。その多くが家族や友人を拉致・殺害されたり、財産を奪われた人々であり、教団に強い恨みを抱いている。教団から鹵獲した装備や各地でかき集めた銃火器、車両などで武装しているが、主人公到着時点では教団に対して劣勢であった。レジスタンスは地域ごとに組織化されており、ホランドバレーではフォールズエンドの町民で構成された民兵組織が、ヘンベインリバーでは「クーガーズ」なるホープカウンティ刑務所を拠点とした集団がおり、ホワイトテイルマウンテンでは比較的装備の整った「ホワイトテイル自警団」が存在する。
「祝福」の花
劇中に登場する多年生植物の一種（架空の植物）。
見た目は白いユリのような綺麗な花だが、花から出る花粉にはスコポラミンが含まれており、麻薬に匹敵するほどの強い毒性を持つ。先述の毒性を持つ特性や下に垂れ下がったユリに似たような花を持つことからシロバナヨウシュチョウセンアサガオに近い植物といえる。
これを精製することにより「祝福」となる。精製された「祝福」は液体と粉末状の2種類が存在し、いずれも緑色をしている。可燃性であり、火気に触れると爆発する。
初期段階はふわふわとした感じや楽しい気分になるが、末期になると正常な判断ができなくなり、解毒剤も効かなくなる事もある。またその特徴として、瞳孔が白濁し（視界がぼやける）、緑色の瘴気が発生する。エデンズ・ゲートはその毒に注目し栽培、加工し、それをホープカウンティ中に運搬している。また、ゲーム中に登場する「天使」と呼ばれる敵は、この「祝福」で薬漬けにされた信者や拉致された住民の成れの果てである。
プレッパー
有事に備えて地下シェルターに膨大な物資を備蓄しているサバイバリストたち。エデンズ・ゲートと同様に終末思想に取りつかれているが、彼らとは相容れない存在。
シェルターは入口が隠されていたり施錠されているためエデンズ・ゲートによる略奪を免れているが、プレッパー本人は様々な理由ですでに不在のため、主人公が入口の発見や解錠に成功すれば備蓄物資を入手できる。。

## 野生動物
動物
シカ、エルク、カリブー、ヘラジカ、イノシシ、オオカミ、クズリ、スカンク、アメリカグマ、野ウサギ、プロングホーン、クーガー、アメリカバイソン、グリズリー
魚
ゴールデントラウト、ブルトラウト、レイクトラウト、レインボートラウト、アークティックグレイリング、キングサーモン、レッドサーモン、スモールマウスバス、ラージマウスバス、ロックバス、ヘラチョウザメ、パリッドチョウザメ
希少生物
シカ・アルファ、エルク・アルファ、カリブー・アルファ、ヘラジカ・アルファ、イノシシ・アルファ、オオカミ・リーダー、クズリ・アルファ、スカンク・アルファ、アメリカグマ・アルファ、野ウサギ・アルファ、提督、グレートアルビノヘラチョウザメ

## シーズンパス・コンテンツ
下記の3つのダウンロードコンテンツが、シーズンパス・コンテンツとして配信されている。また、これらのDLCをプレイすると、そのDLCに登場する武器の一部がファークライ5本編でも使用可能になる。
アワーズ・オブ・ダークネス
ベトナム戦争を題材としたDLC。主人公は、ホープカウンティの住人でベトナム帰還兵のウェンデル・レドラー。彼の記憶を追体験し、ジャングルに囲まれた戦時中のベトナムからの脱出を目指す。
ロスト・オン・マーズ
火星を舞台としたDLC。主人公は、本編でガンフォーハイヤーとして登場したニック・ライ。ハーク・ドラブマン・ジュニアのトラブルに巻き込まれて火星に下り立ち、地球侵略を目論むクモ型生命体と戦いながら、人類最後の希望である超高度AI「ANNE」の再起動を目指す。
デッドリビング・ゾンビ
ゾンビ映画をテーマにしたDLC。ガイ・マーベル監督が製作したアクション満載のゾンビ映画7本のシナリオを体験する。このDLCのみオープンワールドではなく、7つのマップを1つずつクリアしていく形式となる。